# Paix du lac de Melno
La paix du lac de Mełno (en polonais : Pokój mełneński , en lituanien : Melno taika, en allemand : Friede vom Melnosee) est un traité de paix signé le 27 septembre 1422 entre l'ordre Teutonique et l'alliance du royaume de Pologne et du grand-duché de Lituanie au Lac Mełno (pl), situé à l'est de la ville de Grudziądz.
Ce traité met fin à la guerre de Gollub de 1422.

## Contexte
Malgré la paix de Toruń de février 1411 après la défaite des Teutoniques à Grunwald, des affrontements entre l'ordre Teutonique et les forces polono–lituaniennes continuent de se produire. 
En 1422, la Pologne, associée à l'électeur Frédéric Ier de Brandebourg, envahit le pays de Chełmno, atteignant le château de Gollub sur la Drwęca. 

## Le traité
Il est signé par :
- Paul von Rusdorf, grand maître de l'ordre Teutonique,
- Ladislas II Jagellon, roi de Pologne
- Vytautas le Grand, grand-duc de Lituanie.

L'ordre Teutonique cède le territoire de Nieszawa à la Pologne et ses domaines de Samogitie à la Lituanie qui reçoit ainsi le port de Palanga. En revanche, la « Petite Lituanie », située le long de la mer Baltique jusqu'au château de Klaipėda (castrum Memel in Samogitico Cleupeda appellatum) reste aux chevaliers Teutoniques. 
Les territoires teutoniques du nord (la Livonie) et du sud (la Prusse) se trouvent de nouveau séparés. 
En contrepartie, le roi de Pologne renonce à la Poméranie orientale (Pomérélie), au pays de Chełmno et à la région de Lubavie.

## Suites
Le maintien de la Petite Lituanie dans l'État teutonique, confirmée par la paix de Brest de 1435, a ensuite duré plus de cinq-cents ans, bien qu'une forte proportion de la population parlât lituanien, ce n'est qu'en 1923 que le territoire de Memel, sous mandat de la Société des Nations, a été occupé par l'armée de la république de Lituanie.